# لو مارتن
لو مارتن (بالإنجليزية: Lou Martin)‏ هو موسيقي وعازف بيانو أيرلندي، ولد في 12 أغسطس 1949 في بلفاست في المملكة المتحدة، وتوفي في 17 أغسطس 2012 في بورنموث في المملكة المتحدة بسبب مرض.

## وصلات خارجية
- لو مارتن على موقع ميوزك برينز (الإنجليزية)
- لو مارتن على موقع ديسكوغز (الإنجليزية)